# هشت‌پای قرمز آرام شرقی
هشت‌پای قرمز آرام شرقی (نام علمی: Octopus rubescens) نام یک گونه از راسته هشت‌پا است.